# Martin Pugh
Martin Pugh (geboren 15. September 1947) ist ein britischer Historiker.

## Leben
Martin Pugh studierte Geschichte und Politikwissenschaft und lehrte von 1969 bis 1971 Europäische Geschichte für den Voluntary Service Overseas an der Aligarh Muslim University in Indien. Er wurde 1974 mit der Dissertation The background to the 1918 Representation of the People Act an der Bristol University und am Institute of Historical Research der London University promoviert.
Ab 1974 lehrte er moderne britische Geschichte an der University of Newcastle und wurde dort zum Professor ernannt. Er war Research Professor für Geschichte an der Liverpool John Moores University. Pugh ist Berater des  History Magazins beim Fernsehsender BBC. Pugh arbeitete unter anderem zur Frauenwahlrechtsbewegung in Großbritannien.
Seit 1999 ist er freiberuflicher Historiker. Pugh ist Fellow der Royal Historical Society.

## Schriften (Auswahl)

Illustration aus dem Jahr 1908

- Electoral reform in war and peace, 1906–18. London: Routledge & Kegan Paul, 1978
- Women’s suffrage in Britain, 1867–1928. London: Historical Association, 1980
- The Making of Modern British Politics: 1867–1945. New York: St. Martin’s Press, 1982
- The Tories and the people, 1880–1935. Oxford: B. Blackwell, 1985
- The evolution of the British electoral system, 1832–1987. Historical Association, 1988
- Lloyd George. London: Longman, 1988
- Women and the Women’s Movement in Britain 1914–1959. New York: Paragon House, 1993
- State and society : British political and social history, 1870–1992. London: E. Arnold, 1994
- Votes for women in Britain 1867–1928. London: The Historical Association, 1994
- A Companion to Modern European History 1871–1945. Oxford: Blackwell, 1997
- Britain since 1789 : a concise history. New York: St. Martin’s Press, 1999
- State and Society: A Social and Political History of Britain since 1870. London: Arnold, 1999
- The march of the women : a revisionist analysis of the campaign for women’s suffrage, 1866–1914. Oxford: Oxford University Press, 2000
- The Pankhursts: The History of One Radical Family. London: Allen Lane, 2001
- Hurrah For The Blackshirts!: Fascists and Fascism in Britain Between the Wars. London: Jonathan Cape, 2005
- We Danced All Night: A Social History of Britain Between the Wars. London: Bodley Head, 2008
- Speak for Britain!: A New History of the Labour Party. London: Bodley Head, 2010
- Women and the women’s movement in Britain since 1914. London: Palgrave, 2015